# Carl Lumbly
Carl Lumbly, né le 14 août 1952[réf. nécessaire] à Minneapolis dans le Minnesota aux États-Unis, est un acteur américain.
Carl Lumbly se fait notamment connaitre pour ses rôles à la télévision, jouant tour à tour l'inspecteur Mark Petrie dans Cagney et Lacey (1981-1987), le super-héros Miles Hawkins dans M.A.N.T.I.S. (1994-1995), ou encore l'agent de la CIA Marcus Dixon dans Alias (2001-2006).
En parallèle à cette dernière, Lumbly tient le rôle du super-héros de DC Comics J'onn J'onzz / Martian Manhunter dans la série d'animation Justice League (2001-2006). Il reprend le rôle dans le film d'animation Justice League: Doom (2012) et le jeu Injustice: Gods Among Us (2013). Par la suite, il continue de collaborer avec la maison d’édition, tenant le rôle de Silas Stone (en) dans le film d'animation Justice League: Gods and Monsters (2015), celui de M'yrnn J'onzz dans la série Supergirl (2017-2019) et celui de  M'aatt M'orzz dans la série d'animation Young Justice (2021).
Il reprend le rôle de Dick Halloran (en) dans le film Doctor Sleep (2019) de Mike Flanagan, personnage tenu par Scatman Crothers dans le film Shining (1980) de Stanley Kubrick. Il est également l'interprète d'Isaiah Bradley dans la série Falcon et le Soldat de l'Hiver (2021) et le film Captain America: New World Order (2025), issus de l'univers cinématographique Marvel.

## Biographie

### Jeunesse
Carl Lumbly est né à Minneapolis dans le Minnesota. Ses parents sont des immigrés jamaïcains[réf. nécessaire].
Carl Lumbly a eu le goût de la littérature par son père, un lecteur avide. Après avoir étudié à la Minneapolis South High School, puis à la Macalester College où il eut un diplôme d'anglais, il commence une carrière d'écrivain pour la Associated Press de Minneapolis et, pour augmenter ses revenus, il travaille parfois pour divers journaux et magazines.

### Carrière
Alors qu'il était en train de travailler pour une histoire pour la Brave New Workshop, Carl Lumbly passe une audition et y obtient une place. Il y reste deux ans, interprétant des improvisations comiques satiriques et politiques.
Il déménage à San Francisco, travaillant toujours comme journaliste à la Associated Press. Deux jours après son arrivée, il remarque dans un journal, une annonce demandant deux acteurs noirs pour jouer des rôles dans des productions relatant de politique d'Afrique du Sud. Il passe alors l'audition et rencontra l'autre acteur, Danny Glover, encore inconnu. Les deux hommes jouent ainsi dans deux productions d'Athol Fugard, Sizwe Bansi is Dead et The Island.
Ces interprétations emmenèrent Carl à Los Angeles où il signe avec un agent et peu après, il déménage à New York. Il tient son premier rôle en 1979 dans L'Évadé d'Alcatraz, film dans lequel il joue un détenu face à Clint Eastwood. Il joue également dans la série médicale Emergency! (en).
En 1981, il joue le chasseur Bork dans le film L'Homme des cavernes avec Ringo Starr. Devant jouer de son corps pour s'exprimer, il fait beaucoup d'improvisations avec son partenaire Ed Greenberg comme il l'explique : « Nous avons donc fait beaucoup de choses que personne ne comprenait »,.
Cette même année, il obtient son vrai premier et important rôle à la télévision en jouant l'inspecteur Mark Petrie dans Cagney et Lacey (1981-1987).  En parallèle, il joue au cinéma dans Les Aventures de Buckaroo Banzaï à travers la 8e dimension ou encore Faux témoin.
Il joue en 1990 dans Fenêtre sur Pacifique.
En 1992, il joue Ali dans le film South Central (en).
De 1994 à 1995, il interprète le Dr Miles Hawkins dans la série MANTIS. C'est la première fois qu'un super-héros afro-Américain apparait en prime time à la télévision américaine.
Lumbly a par la suite de nombreuses nominations pour des récompenses, comme celle au NAACP Image Award en 1998 pour son rôle dans Buffalo Soldiers (en).
Il apparait également de manière occasionnelle dans certaines séries comme en 1996 dans le troisième épisode de la quatrième saison d’X-Files ou en 1999 dans les douzième et dix-septième épisodes de la cinquième saison d’Urgences.
Il joue en 1998 dans Sans complexes puis en 2000 dans Les Chemins de la dignité.
En 2001, il rejoint le casting de la série d'espionnage Alias portée par Jennifer Garner où il joue l'agent de la CIA Marcus Dixon jusqu'en 2006.
La même année, il fait partie de la large distribution de la série d'animation Justice League dans laquelle il incarne le super héros de la maison DC Comics J'onn J'onzz / Martian Manhunter également jusqu'à l'arrêt de la série en 2006,. Il déclare en 2025 : « J’ai réfléchi au rôle et j’ai imaginé une voix qui, dans mon esprit, était celle de quelqu’un qui n’a pas la possibilité de parler aux autres. Il était seul sur Mars depuis des centaines et des centaines d’années ! Je sais ce que c’est quand je ne parle pas pendant quelques semaines. C’est très joyeux, mais aussi un écho commence à se former autour de vous même si vous n’avez rien dit. C’est un élément que je voulais inclure. Je voulais qu’il se parle à lui-même à voix haute. »,.
En 2006, il apparait dans le huitième épisode de la troisième saison de la série Battlestar Galactica.
En 2010, il prête sa voix au personnage de  Charles Milton Porter dans le contenu téléchargeable Minerva's Den du jeu BioShock 2.
Il reprend le rôle de Martian Manhunter à deux reprises : en 2012 dans le film d'animation Justice League: Doom puis en 2013 dans le jeu de combat Injustice: Gods Among Us,,.
Il reste affilié à la maison DC Comics, puisqu'en 2015 il donne sa voix à Silas Stone (en) dans le film d'animation Justice League: Gods and Monsters. De 2017 à 2019 il joue M'yrnn J'onzz, le père de J'onn J'onzz, dans la série Supergirl (2015-2021). En 2017, il apparait également dans le film A Cure for Life de Gore Verbinski.
Dans le film Doctor Sleep de Mike Flanagan sorti en 2019, il joue le rôle du fantomatique Dick Halloran (en), rôle originellement tenu par Scatman Crothers en 1980 dans le film The Shining de Stanley Kubrick.
En 2021, il rejoint l'univers cinématographique Marvel dans lequel il incarne Isaiah Bradley, le premier « Captain America noir », dans la série Falcon et le Soldat de l'Hiver diffusée sur Disney+. Il prête également sa voix à M'aatt M'orzz dans la quatrième saison de la série d'animation Young Justice.
Il est prévu au casting de la série La Chute de la maison Usher, adaptation de la nouvelle d'Edgar Allan Poe qui sera disponible sur la plateforme Netflix et qui marque ses retrouvailles avec Mike Flanagan.
Le 10 septembre 2022, lors de la D23 Expo, il est annoncé pour reprendre son rôle de Isaiah Bradley dans le film du MCU Captain America: New World Order réalisé par Julius Onah et prévu pour le 3 mai 2024, rôle qu’il avait déjà joué dans Falcon et le Soldat de l’Hiver.

### Vie privée
Le 29 mai 1987, il épouse l'actrice Vonetta McGee qu'il rencontre sur le plateau de Cagney et Lacey et avec qui il a un fils.
Pendant son temps libre, Carl aime sprinter sur les plages, jouer au basket-ball et au golf.
Carl Lumbley est un ami proche de Danny Glover, qui commença sa carrière d'acteur en même temps que lui. Tous deux apparurent dans des productions comme L'Évadé d'Alcatraz, Buffalo Soldiers (en), Namibia ou encore Just a Dream, réalisé par Glover.

## Filmographie sélective
Sauf indication contraire, les informations mentionnées dans cette section peuvent être confirmées par la base de données cinématographiques IMDb,  présente dans la section « Liens externes ».

### Cinéma

#### Films
- 1979 : L'Évadé d'Alcatraz (Escape from Alcatraz)
- 1981 : L'Homme des cavernes (Caveman)
- 1984 : Les Aventures de Buckaroo Banzaï à travers la 8e dimension (The Adventures of Buckaroo Banzai Across the 8th Dimension)
- 1987 : Faux témoin (The Bedroom Window)
- 1988 : Everybody's All-American
- 1990 : To Sleep with Anger : Junior
- 1990 : Fenêtre sur Pacifique (Pacific Heights)
- 1992 : South Central (en) : Ali
- 1998 : Sans complexes (How Stella Got Her Groove Back)
- 2000 : Les Chemins de la dignité (Men of Honor) : Mac Brashear
- 2002 : Just A Dream : J.M. Hoagland
- 2009 : The Alphabet Killer : Dr Ellis Parks
- 2017 : A Cure for Life de Gore Verbinski : Wilson
- 2019 : Doctor Sleep de Mike Flanagan : Dick Hallorann
- 2024 : The Life of Chuck de Mike Flanagan : Sam Yarbrough
- 2025 : Captain America: Brave New World de Julius Onah : Isaiah Bradley[11]

#### Films d'animation
- 2012 : La Ligue des justiciers : Échec : (Justice League: Doom) : J'onn J'onzz / Martian Manhunter
- 2015 : La Ligue des justiciers : Dieux et Monstres : (Justice League: Gods and Monsters) : Silas Stone

### Télévision

#### Téléfilms
- 1987 : Conspiracy: The Trial of the Chicago 8 : Bobby Seale
- 1994 : On Promised Land : Floyd Ween
- 1996 : Nightjohn (en) : John :
- 1997 : The Ditchdigger's Daughters : Donald Thornton
- 1997 : Buffalo Soldiers (en) : John Horse
- 1998 : The Wedding : Lute McNeil
- 2000 : The Color of Friendship : Ron Dellums

#### Séries télévisées
- 1982 à 1988 : Cagney et Lacey : Marcus Petrie
- 1994-1995 : M.A.N.T.I.S. : Miles Hawkins
- 1996 : X-Files : Marcus Duff (saison 4, épisode 3)
- 1999 : Urgences : Dr Baker (2 épisodes)
- 2000 : À la Maison-Blanche (The West Wing) : Jeff Breckenridge (saison 1, épisode 18)
- 2001-2006 : Alias: Agent Marcus Dixon (105 épisodes)
- 2003 : Le Monde merveilleux de Disney : le père (épisode Sounder)
- 2006 : Battlestar Galactica : le lieutenant Danny 'Bulldog' Novacek (saison 3, épisode 6)
- 2010 : Esprits Criminels : Jay-Mo (épisode 6, saison 6)
- 2017-2018 : NCIS : Los Angeles : Charles Langston (4 épisodes)
- 2017-2019 : Supergirl : M'yrnn J'onzz (15 épisodes)
- 2019-2022 : This is Us : Abe Clarke (2 épisodes)
- 2020 : Altered Carbon : Lukas Imani (2 épisodes)
- 2021 : Falcon et le Soldat de l'Hiver : Isaiah Bradley
- 2023 : La Chute de la maison Usher : C. Auguste Dupin (8 épisodes)

#### Séries d'animation
- 2001-2006 : La Ligue des justiciers (Justice League) J'onn J'onzz / Martian Manhunter
- 2003 : Static Shock : Anansi l'araignée et J'onn J'onzz / Martian Manhunter
- 2021 : Young Justice : M'aat M'orzz (3 épisodes)

## Ludographie
- 2004 : Alias : Marcus Dixon
- 2010 : BioShock 2: Minerva's Den : Charles Milton Porter
- 2012 : Diablo III : Witch Doctor[Traduire passage]
- 2013 : Injustice : Les dieux sont parmi nous (Injustice: Gods Among Us) : J'onn J'onzz / Martian Manhunter
- 2015 : Heroes of the Storm : [Qui ?]
- 2017 : Tacoma : Odin

## Récompenses et nominations

### Nominations
- 1995 CableACE Awards (Supporting Actor in a Movie or Miniseries) avec On Promised Land
- 1998 Image Awards (Outstanding Lead Actor in a Television Movie or Mini-Series) avec Buffalo Soldiers (en)
- 2004 Black Reel Awards (Television: Best Actor) avec Sounder